# Microsoft Office SharePoint Server
Microsoft SharePoint Server（マイクロソフト シェアポイント サーバー）は、マイクロソフトが提供する、グループウェアやエンタープライズコンテンツ管理の機能を提供するサーバー製品である。
Microsoft Office SharePoint Server 2007 までは Microsoft Officeファミリーの一製品だった (このころは、マイクロソフト自身や導入を支援するシステムインテグレーターなどによってMOSS（モス）と略されることも多かったが、現在は単に SharePoint または シェアポイントと呼ぶようになっている)。Microsoft Office SharePoint Server 2007 の次バージョンから Office の製品名から冠が取れ Microsoft SharePoint Server 2010 となり、サーバー製品群の一員となっている。しかし、Microsoft 社の製品区分でも Office のカテゴリに配置されることもある。

## 概説
MOSSはMicrosoft SharePointの一部で、Windows SharePoint Services(WSS)の上で動くサーバー製品である。MOSSは、WSS上で、WSS本来の機能のほか、ユーザーによって作成されるWebパーツと呼ばれる部品によって構成されている。主な長所は、組織内の情報が体系化され、集計の作業が1カ所のWebベースのアプリケーションに集約され、組織のデータを分析できるようになることである。MOSSはMicrosoft Officeの各アプリケーションと緊密に統合され、階層化されたコンテンツの組織化や、ナビゲーションの強化、シングルサインオン、機能のパーソナライズ、検索、ビジネスデータカタログと言われるほかのシステムのデータとの統合、ブラウザのレンダリング、さらにはMicrosoft Office文書の編集と言った機能が提供される。また、Microsoft Office PowerPointのスライドを共有することに特化したスライドライブラリのような、特定の文書を格納する場所も提供される。2008年現在の最新バージョンであるMOSS 2007では、その前のバージョンであるOffice SharePoint Portal Server 2003(SPS 2003)と比較して、Microsoft Officeアプリケーションとの統合、Microsoft Content Management Serverが統合されたことによるエンタープライズ領域も含めたWebコンテンツ管理、検索、ドキュメントやリストアイテムの管理、ブログやWikiのようなWeb 2.0的機能、RSSによるコンテンツ配信、コンテンツやリストをOutlook 2007やAccessからオフラインで閲覧できるような機能が統合されている。MOSSサイトは、複数のWSSサイトを含んだ形で構築することができる。
MOSS 2007の一部の機能を独立させたサーバー製品として、以下の製品がある。
- Microsoft Search Server
- Microsoft Office Forms Server

## アーキテクチャ
一定規模以上での環境としては、フロントエンドに、WSSをベースにしてMOSSの機能を追加したサーバーを配置し、必要に応じて検索サービスやそのほかのサービスを単独で実行するサーバーを配置し、バックエンドにMicrosoft SQL Serverをベースにしたデータベースサーバーを配置する。機能増強の必要がある場合、フロントエンドのWebサーバーはロードバランサを配置することや、IISサイトごとに別のWebサーバーに展開することによってスケールアウトすることができ、バックエンドのSQL Serverはクラスタ化することによってスケールアップすることができる。こうして複数台で構成されたサーバーの一群を、SharePointファームとして管理する。これらのサーバーは仮想化環境で構築することは可能であるが、正式にはサポートされておらず、物理環境上に構築することが強く推奨されている。SharePointでは、管理者がHTTP標準のポート番号80番以外のポート番号を使用してWebアプリケーションを作成することもできる。そのWebアプリケーションの中にサイトコレクションと呼ばれるサイトの集合が配置され、それぞれのWebアプリケーションごとにSQL Serverのデータベースが作成される。サイトコレクションには複数のサブサイトを作成することができる。これらの仕組みにより、1台のWebサーバーで多数のサイトを構築することが可能になっている。
しかし、この使いやすさが弱点になることもある。管理者は標準の80番ポートを使用して一つのサイトコレクションの下にサブサイトを作成し、それを社内にホームページとそのサブページとして公開してしまいやすい。しかしこのような行為は、大規模な組織や、独自に作成したWebパーツやForms Serverを使ったポータルサイトを構築することを検討しているような組織の場合には問題となる。一つのサイトコレクションのデータは同じデータベースに格納されるので、効率的なバックアップができなくなるほどデータベースのサイズが大きくなることがある。さらに、Webアプリケーションとアプリケーションプールを共有したままでサイトの規模が大きくなると、全社的にインターネットサイトがダウンする確率も大きくなる。
MOSS 2007ではコンテンツタイプやドキュメントライブラリに対して、情報管理のポリシーを適用することができる。これらのポリシーに従って、ワークフローを実行したり、一定の時間やイベントの後にコンテンツを自動で削除するように設定することもできる。また、バージョン管理機能を利用することにより、ファイル容量が増加することによって発生する問題を押さえることができる。

## 機能

### Office 2007との統合
MOSSはMicrosoft Officeと緊密に統合されている。このため、Microsoft Officeの文章は、MOSSによってWebページとすることができるほか、サーバサイドの技術によってWebブラウザから直接Microsoft Office文書を編集することができる。また逆に、Microsoft Officeアプリケーションから直接ドキュメントライブラリに格納されたOffice文書を編集することができる。この機能は現在ExcelとInfoPathで利用できる。MOSSの機能であるExcel Serviceを利用して、MOSSはExcel 2007のワークブックをロードし、編集し、SharePointのページとして表示することができる。計算はすべてMOSSのサーバー上で実行される。MOSSはまたInfoPath Forms ServicesによってInfoPathのフォームをホストし、Web上に表示させ、ブラウザを使用してフォームを埋めることもできる。
Microsoft Office Outlookはまた、SharePoint上のドキュメントライブラリにアクセスし、同期をとることができる。Outlookを立ち上げた状態でドキュメントライブラリにアクセスすると、ナビゲーションペインにファイルの作成者など、いくつかのメタデータと一緒にドキュメントライブラリの内容が表示される。Microsoft Office文書と互換性のある文書は、プレビューペインでファイルを開くことなく内容が確認でき、Outlookの検索バーからは、ドキュメントライブラリ内を検索することもできる。つまり、Outlookの検索バーに入力された内容はMOSSサーバーに送られ、検索結果がOutlookにかえってくるという仕組みである。Outlookがドキュメントライブラリと同期をとることによって、ドキュメントライブラリの文書を、Office 2007を使用してオフラインでも開き、編集することができる。変更された内容はOutlookによってSharePoint上のドキュメントライブラリと同期がとられる。
Microsoft OfficeスイートとMOSS2007との統合は、Office 2003以前のバージョンとの間でも利用できる機能があるが、Office 2007を利用することで、統合による機能を最大限利用することができる。たとえば以下のような機能はOffice 2007を利用することで発揮される。
- Outlook上のカレンダーとSharePoint上のカレンダーの双方向同期
- Outlook 2007のカレンダーに、SharePoint上のカレンダーを取り込むこと
- SharePoint上にあるタスクリストをユーザーのOutlookのタスクリストと同期させること
- SharePoint上の文書のオフライン同期
- Outlookで、SharePointから発信されるRSSフィードを購読すること
- ユーザーがドキュメントライブラリ上のドキュメントを編集するときに、コンテンツタイプなどのメタデータをリボンユーザーインターフェースに表示させること

### エンタープライズ検索
MOSS 2007ではドキュメントライブラリとユーザー・グループを横断したエンタープライズ検索を行うことができる。また、検索の対象はドキュメントライブラリだけでなく、ADO.NETを経由して、または、WSDLに準拠して作成されたWebサービスを経由して接続することができる外部のデータベースも検索対象としてインデックスを作成することができる。また、これらのデータベースばかりでなく、SharePoint Server上のコンテンツや外部のWebサイト、ファイルサーバー上で共有されているファイルやExchange Server上のパブリックフォルダにもインデックスを作成し、検索対象とすることができる。これらのインデックスは、Windows デスクトップサーチを基本にした技術で作成されている。インデックス作成の際はクロールルールと呼ばれるルール付けをすることが可能である。これらにより、ユーザーからの検索クエリに対して結果を返すことができる。また、検索機能専用のUIも用意されている。
MOSS 2007にはStandardとEnterpriseの2種類のエディションが提供されていて、そのどちらでも人の検索をすることができる。その人がどのような文書を作成してきたのかといったような形で、文書を作成した人を探したりすることができる。MOSSにはActive DirectoryやそのほかのLDAPディレクトリからMOSSに取り込んだ人の情報のほか、SharePoint単体でもユーザーグループを作成して管理することができる。
2008年にマイクロソフトがエンタープライズ向け検索に強いファストサーチ & トランスファ（FAST）を買収したことから、SharePoint Server 2010以降ではFASTベースの「FAST Search Server 2010 for SharePoint」が提供されるようになり、SharePoint Server 2013ではFASTと従来型検索を統合した新たな検索アーキテクチャが導入されている。

### ビジネスデータカタログ
MOSS 2007で導入された機能であるビジネスデータカタログは、SAPやシーベルのようなほかのシステムのビジネスデータを、コードを書くことなくSharePointサイト上に表示させることができる。これらは、メタデータのリポジトリとオブジェクトモデルから成り立っており、単純で統一されたオペレーションが実施できる。これにより、典型的なビジネスアプリケーションに組み込まれたビジネスロジックに対して、一貫したオブジェクト指向のインターフェースを提供する。ビジネスデータカタログは、クライアントオブジェクトモデルを単純化する用に宣言されたメタデータモデルを使って、統一的にデータソースにアクセスする。ビジネスデータカタログを作成するエディタは、MOSS 2007 SDK内に含まれている。ビジネスデータカタログエディタは、基幹システムのデータベースやWebサービスに接続するためのアプリケーション定義ファイルを生成することができる。ビジネスデータカタログへのアクセスは、データにアクセスして分析するアナリスト、データを分類するためのタグをSharePointに提供する人、SharePointの管理者、そして開発者の4種類に分類される。

### マイサイト
SharePointでは、ユーザーごとに個人別の「マイサイト」と呼ばれるサイトを持つことができる。マイサイトでは、パブリックとプライベートの2種類のサイトの設定を行うことができる。プライベートのサイトでは、以下のような機能が提供される。
ワークスペース
ワークスペースが提供されることで、ページ移動の時間が節約される。
マイリンク
ユーザー個人がよくアクセスするサイトなどをリンクに追加できる。
個人サイト
個人の役割に応じた形でカスタマイズ可能な個人用サイトが提供される。マイクロソフトから、この個人サイト用にいくつかテンプレートが提供されている。
同僚のトラッカー
同僚のマイサイトの内容に変更があり、その閲覧が許可されていれば通知される。
Outlook
Exchange Server上のメールやカレンダー情報を表示する。
配布グループ
その人が所属している配布グループを確認することができる。
WSS機能
WSSをベースにしているので、ドキュメントライブラリやリストなど、WSSで持っている標準機能はマイサイトでも使用することができる。
MOSSに多言語パックのテンプレートがインストールされていれば、ユーザーは一つの言語ではなく、複数の中から言語を選んでマイサイトを作成することができる。たとえば、グローバルに展開している企業で、中国人とスペイン人が、中国語もしくはスペイン語で自分のマイサイトが作成できるようになる。

## Webアクセシビリティ
MOSS 2007は、前のバージョンであるSharePoint Portal Server 2003よりも全般的に使いやすくなっているが、WCAG1.0に準拠したWebサイトを作成するのは難しい。特にWebパーツはテーブルを基本にしたレイアウトを用いている。そしてSharePointに組み込まれたコントロールがXHTMLのdoctypesを参照しないマークアップを作成することにより、XHTMLもおかしくなることがある。これらをWeb標準に準拠させようとすると、相当なカスタマイズを行う必要がある.。これらの問題により、公共部門のようなWebアクセシビリティ標準に準拠することが重要視される状況下ではSharePointの採用が難しくなっている。